# The Best Little Whorehouse in Texas
The Best Little Whorehouse in Texas (bra: A Melhor Casa Suspeita do Texas; prt: A Melhor Casa de Prazer do Texas) é um filme norte-americano de 1982, do gênero comédia musical, dirigido por Colin Higgins, com roteiro de Larry L. King, Peter Masterson e do próprio diretor baseado no musical homônimo de King e Masterson que fez 1.584 apresentações na Broadway entre junho de 1978 e março de 1982.

## Produção

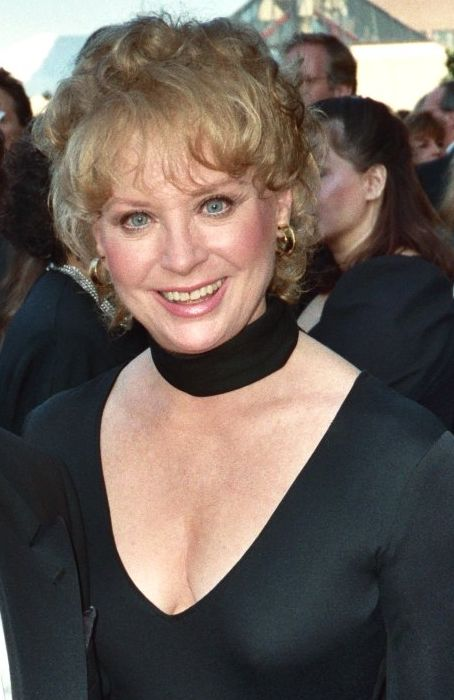
Lois Nettleton (aqui na entrega do Emmy de 1989) estrelou vários filmes na década de 1960 até se tornar coadjuvante, em meados da década seguinte. Seu trabalho na televisão rendeu-lhe Emmys em 1977 e 1983. Morreu em 2008, vítima de câncer no pulmão.

Entre os números musicais, destacam-se "The Aggie Song" e "Sidestep", ambos compostos por Carol Hall. A coreografia da primeira mostra uma equipe de futebol americano preparando-se para uma noite de prazeres, após uma vitória no campo. Já a segunda, mais modesta, é constituída por um solo antológico de Charles Durning, celebrado pela crítica.
Duas canções foram compostas por Dolly Parton: "Sneakin' Around" e "I Will Always Love You" — que chegaria ao 1º posto nas paradas norte-americanas de 1974 e repetiria o sucesso em 1992, na voz de Whitney Houston para o filme The Bodyguard.
No melhor momento da carreira, Charles Durning, como o governador do Texas, recebeu a primeira de suas duas indicações ao Oscar. Ele repetiu o feito no ano seguinte, com To Be or Not to Be, estrelado por Mel Brooks. Durning voltaria a viver um governador (desta vez, do Mississippi) em O Brother, Where Art Thou?.

## Sinopse
O Chicken Ranch, um prostíbulo nas cercanias da cidade de Gilbert, há anos recebe a proteção das autoridades, que dele fazem uso uma vez ou outra. Mona Stangley, que o administra, tem um caso com o xerife Ed Earl e tudo vai bem... até que Melvin P. Thorpe começa uma campanha na televisão para fechá-lo.

## Prêmios e indicações
| Prêmio/evento     | Categoria                         | Recipiente                        | Situação |
| ----------------- | --------------------------------- | --------------------------------- | -------- |
| Oscar 1983        | Melhor ator coadjuvante           | Charles Durning                   | Indicado |
| Golden Globe 1983 | Melhor filme - comédia ou musical | Melhor filme - comédia ou musical | Indicado |
| Golden Globe 1983 | Melhor atriz - comédia ou musical | Dolly Parton                      | Indicada |

## Elenco
| Ator/Atriz         | Personagem       |
| ------------------ | ---------------- |
| Burt Reynolds      | Xerife Ed Earl   |
| Dolly Parton       | Mona Stangley    |
| Dom DeLuise        | Melvin P. Thorpe |
| Charles Durning    | Governador       |
| Jim Nabors         | Vice-xerife Fred |
| Robert Mandan      | Senador Wingwood |
| Lois Nettleton     | Dulcie Mae       |
| Theresa Merritt    | Jewel            |
| Noah Beery         | Edsel            |
| Raleigh Bond       | Prefeito         |
| Barry Corbin       | C. J.            |
| Ken MaGee          | Mansel           |
| Mary Jo Cattlet    | Rita             |
| Mary Louise Wilson | Modene           |